# Certe notti
Certe notti è un singolo del cantautore italiano Luciano Ligabue, pubblicato il 25 agosto 1995 come primo estratto dal quinto album in studio Buon compleanno Elvis.

## Descrizione
(Luciano Ligabue, a RTL 102.5)
Durante l'intervista rilasciata al giornalista Vincenzo Mollica per la realizzazione del DVD a lui dedicato Parole e canzoni, il cantante racconta che una notte, quasi per sfida, decide di scrivere una canzone con tutti gli accordi in tonalità Mi maggiore, e di aver dovuto sostituire il Re# semidiminuito previsto, con un Re maggiore naturale, perché era preoccupato di ottenere una dissonanza troppo forte nella melodia. Tuttavia, a parte questo dettaglio, dice di essere riuscito nell'intento e di aver creato così quella che in seguito sarebbe diventata una delle sue canzoni più famose.
Nella stessa intervista, afferma anche che non avrebbe voluto proporre il brano come primo singolo estratto dall'album, perché nei lavori precedenti questi erano stati pezzi decisamente più rock e veloci, come Balliamo sul mondo in Ligabue o Libera nos a malo in Lambrusco coltelli rose & popcorn, viceversa avrebbe voluto pubblicare come primo singolo Vivo morto o X; tuttavia, curiosamente, appena ascoltata la canzone, la casa discografica glielo avesse quasi imposto dicendo: "ovviamente la canzone è quella lì!".

### Il testo
Descrive il modo di vivere e interpretare la notte da parte del cantautore e le notti passate in giro con i suoi amici.

Inoltre, è soprattutto la citazione del Bar Mario in questo brano, a rendere il nome del locale definitivamente famoso.
(Luciano Ligabue, nel testo)
Ligabue commenterà la canzone dicendo che si tratta di un'ideale continuazione di quanto scritto in Sogni di rock 'n' roll e di essersi ispirato al libro di Pier Vittorio Tondelli Altri libertini.

### La musica
Ballata rock caratterizzata da un ritmo terzinato e dall'arpeggio di chitarra elettrica di Federico Poggipollini, che ha dichiarato d'aver preso spunto dalle tastiere iniziali in Lucy in the Sky with Diamonds dei Beatles.

## Video musicale
Il videoclip, diretto da Giuseppe Capotondi (che poi lavorerà anche con gli Skunk Anansie e Natalie Imbruglia) per la Clip television, è stato diffuso per la prima volta nel 1995;
mostra scene notturne "on the road", fra cui una specie di salotto a quattro ruote, che si muove per strada con a bordo un gruppo di giovani intenti a guardare la televisione o a giocare a scacchi, mentre il cantautore, fra loro, esegue il brano abbracciato a una ragazza.
Originariamente disponibile sulla doppia cassetta VHS Ligabue a San Siro: il meglio del concerto del 1997, è stato inserito nei DVD Primo tempo del 2007 e Videoclip Collection del 2012, quest'ultimo distribuito solo nelle edicole.

## Tracce
CD singolo promo (WEA PROMO 536)
1. Certe notti – 4:21 (Luciano Ligabue)

## Successo commerciale
Probabilmente è la canzone più famosa di tutto il repertorio del cantante emiliano.
Nel 1996 vince la Targa Tenco per la migliore canzone dell'anno.
In seguito con un sondaggio promosso dalla rivista Tutto sarà eletto "Canzone italiana degli anni novanta".
A inizio 2008 il brano torna in classifica raggiungendo il 14º posto, spinto dalle vendite della raccolta Primo tempo in cui è stato inserito.
Nel 2020 partecipa al concorso radiofonico I Love My Radio, a cui hanno preso parte in totale 45 canzoni.

## Formazione
- Luciano Ligabue – voce, chitarra acustica

### La Banda
- Federico Poggipollini – chitarra elettrica
- Mel Previte – chitarra
- Antonio Righetti – basso
- Roberto Pellati – batteria

### Altri musicisti
- Pippo Guarnera – organo Hammond

## Classifiche
| Classifica (2008) | Posizione massima |
| ----------------- | ----------------- |
| Italia            | 14                |

### Classifiche di fine anno
| Classifica (2006) | Posizione |
| ----------------- | --------- |
| Italia            | 88        |